# Human Powered Health (mužský tým)
Human Powered Health (UCI kód: HPM) byl americký profesionální silniční cyklistický tým na úrovni UCI ProTeam založený v roce 2007. Mezi významné závodníky dříve reprezentující barvy tohoto týmu patří Ben King, Chad Haga, Carter Jones, Phil Gaimon, Michael Woods, David Veilleux, Matthew Busche, Ryan Anderson, Mike Creed, Mike Friedman či Sepp Kuss.
Na konci sezóny 2023 bylo oznámeno, že mužský tým Human Powered Health zaniká a že hlavním cílem je nyní rozšíření ženského týmu.

## Finální soupiska týmu
K 9. lednu 2023
- Kristian Aasvold (NOR) (* 30. května 1995)
- Stanisław Aniołkowski (POL) (* 20. ledna 1997)
- Alan Banaszek (POL) (* 30. října 1997)
- Stephen Bassett (USA) (* 27. března 1995)
- Charles-Étienne Chrétien (CAN) (* 19. června 1999)
- Pier-André Côté (CAN) (* 24. dubna 1997)
- Adam de Vos (CAN) (* 21. října 1993)
- Paul Double (GBR) (* 25. června 1996)
- Matthew Gibson (GBR) (* 2. září 1996)
- Cory Greenberg (USA) (* 23. ledna 1988)
- Chad Haga (USA) (* 26. srpna 1988)
- Gage Hecht (USA) (* 18. února 1998)
- August Jensen (NOR) (* 29. srpna 1991)
- Colin Joyce (USA) (* 6. srpna 1994)
- Wessel Krul (NED) (* 28. ledna 2000)
- Bart Lemmen (NED) (* 14. října 1995)
- Scott McGill (USA) (* 20. září 1998)
- Barnabás Peák (HUN) (* 29. listopadu 1998)
- Benjamin Perry (CAN) (* 7. března 1994)
- Sebastian Schönberger (AUT) (* 14. května 1994)
- Embret Svestad-Bårdseng (NOR) (* 20. června 1992)
- Gijs Van Hoecke (BEL) (* 12. listopadu 1991)
- Sasha Weemaes (BEL) (* 9. února 1998)

## Vítězství na šampionátech
2013
 Americká časovka, Tom Zirbel
 Americké kritérium, Eric Young
2015
 Kanadský silniční závod, Guillaume Boivin
2017
 Kanadský silniční závod, Matteo Dal-Cin
 Americká časovka do 23 let, Brandon McNulty
2019
 Kanadská časovka, Rob Britton
 Kanadský silniční závod, Adam de Vos
2021
 Americký silniční závod, Joey Rosskopf
2022
 Kanadský silniční závod, Pier-André Côté
 Americký silniční závod, Kyle Murphy
2023
 Polský silniční závod, Alan Banaszek